# Marcel Wilczek
Marcel Wilczek (ur. 20 czerwca 1986) – polski koszykarz występujący na pozycji środkowego.

## Życiorys
Marcel Wilczek jest wychowankiem drużyny MKS Wrocław, a od 2005 grał w I ligowym  Grono Zielona Góra, gdzie w tym klubie był do 2010. 
W sezonie 2010/2011 zadebiutował w Spójni Stargard w rozgrywkach I ligi, gdzie zagrał w pięciu spotkaniach. Następnie przeszedł do Sokoła Łańcut, w którym grał do końca sezonu 2011/2012. W 2012 trafił do Rosy Radom, gdzie trenerem był Mariusz Karol. W Rosie zagrał tylko 3 spotkania, by przenieść się do Startu Lublin. W pierwszej lidze był jednym z liderów lubelskiego zespołu. 

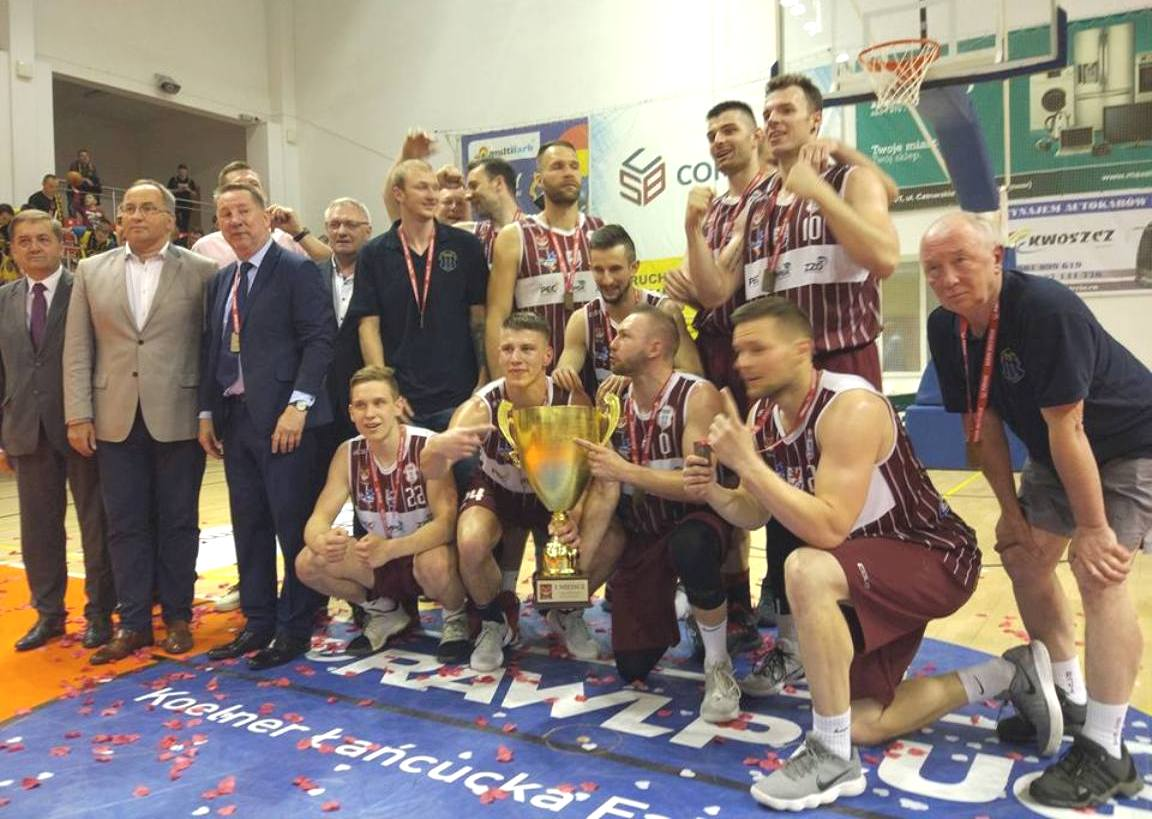
Awans do ekstraklasy (17.05.2018)

W sezonie 2014/2015 zadebiutował w najwyższej klasie rozgrywkowej (klub dostał dziką kartę), grając w Lublinie w siedmiu meczach. Notował średnio 1,7 pkt. i 2,7 zbiórki na mecz. Ostatecznie w listopadzie 2014 działacze Wikany Startu Lublin za porozumieniem stron rozwiązali kontrakt z Marcelem Wilczkiem. 
W 2015 przeszedł do I ligowej Legi Warszawa. 

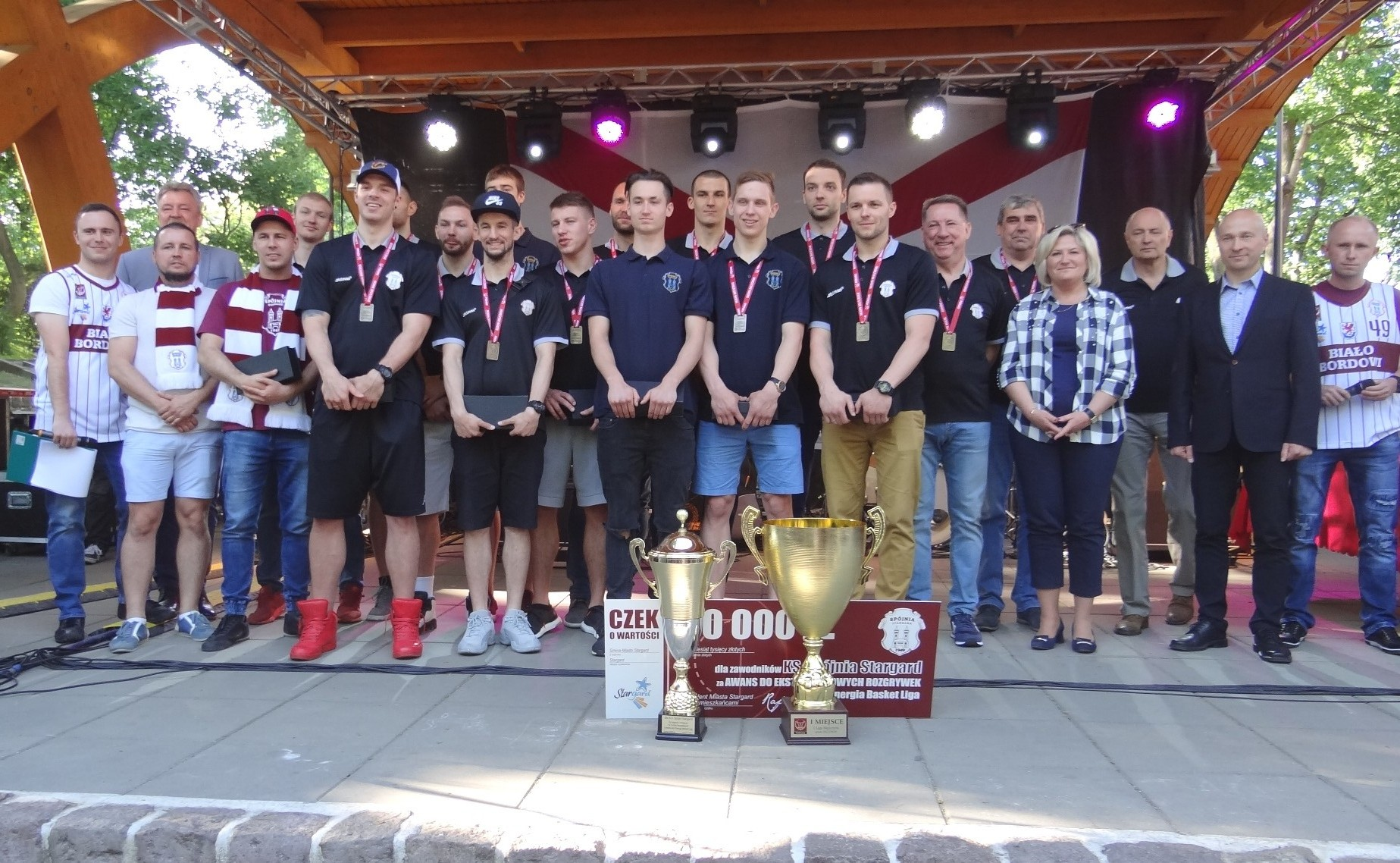
Marcel Wilczek z zespołem po awansie do ekstraklasy (19.05.2018)

W końcu sezonu 2016/2017 przechodził rehabilitację i ostatecznie nie znalazł się w warszawskim klubie na kolejny sezon. 
W grudniu 2017 podpisał kontrakt ze Spójnią Stargard, z którą w maju 2018 wszedł do ekstraklasy i znalazł się w składzie tego zespołu na sezon 2018/2019.  

## Osiągnięcia
Drużynowe
- Awans do EBL ze Spójnią Stargard (2018)

Indywidualne